# Mackey
Mackey – miasto w Stanach Zjednoczonych, w stanie Indiana, w hrabstwie Gibson.